# William Carvalho
William Silva de Carvalho (* 7. dubna 1992 Luanda) je portugalský profesionální fotbalista narozený v Angole, který hraje na pozici defensivního či středního záložníka za španělský klub Real Betis a za portugalský národní tým.

## Klubová kariéra
V letech 2011–2018 byl v kádru Sportingu Lisabon, přičemž byl dvakrát poslán na hostování, do CD Fátima a Cercle Brugge. Od roku 2018 je hráčem Realu Betis.
V sevillském derby 7. listopadu 2021 byl po domácí porážce Betisu 0:2 ve svém 100. zápase za tento klub na straně zklamaných.

## Reprezentační kariéra
Od roku 2013 hraje za portugalskou reprezentaci, odehrál za ni 64 utkání, v nichž vstřelil čtyři branky (ke 14. listopadu 2020). Stal se s ní mistrem Evropy v roce 2016 a získal bronzovou medaili na Konfederačním poháru 2017. Krom toho se zúčastnil dvou mistrovství světa, v roce 2014 a 2018.